# Куринська сільська рада
55°22′15″ пн. ш. 30°25′43″ сх. д. / 55.37083° пн. ш. 30.42861° сх. д.
Ку́ринська сільська́ ра́да (біл. Ку́рынскі сельсавет) — адміністративно-територіальна одиниця у складі Вітебського району, Вітебської області Білорусі. Адміністративний центр сільської ради — село Курино.

## Розташування
Куринська сільська рада розташована на півночі Білорусі, на сході Вітебської області, в північно-східному напрямку від обласного та районного центру Вітебськ.
Найбільша річка, яка протікає територією сільради, із північного сходу на південний захід — Західна Двіна. Найбільше озеро, яке частково розташоване на її території, на кордоні із Городоцьким районом — Вимне (7,24 км²).

## Історія
Сільська рада була утворена 20 серпня 1924 року у складі Лосвідського району Вітебської округи (БРСР). 29 жовтня 1924 року район був перейменований у Кузнецовський. 26 березня 1927 року район був ліквідований, а сільрада приєднана до Вітебського району Вітебської округи. 26 липня 1930 року округа була ліквідована і рада у складі Вітебського району перейшла у пряме підпорядкування БРСР. 15 лютого 1931 район був ліквідований, сільрада передана в адміністративне підпорядкування Суразького району. З 20 лютого 1938 року, після утворення Вітебської області (15 січня 1938), разом із Суразьким районом, увійшла до її складу. 20 січня 1960 року район був ліквідований, а сільрада передана до складу раніше відновленого Вітебського району.

## Склад сільської ради
До складу Куринської сільської ради входить 16 населених пунктів:
- Курино — село.
- Біликове — село.
- Будислове — село.
- Войтехи — село.
- Горькаве — село.
- Дряжне — село.
- Задвіння — село.
- Кулакове — село.
- Михалкове — село.
- Островські — село.
- Плешки — село.
- Сидіння — село.
- Соболеве — село.
- Ходорове — село.
- Хом'якове — село.
- Хотоля — село.